# Media Sat
Media Sat este o companie de comunicații din România, înființată în anul 1997. Este deținută în mod egal de Media Pro și ComputerLand. Media Sat furnizează servicii profesionale destinate segmentului business:
servicii de telefonie fixă, internet și call-center Media Sat a preluat în anul 2008 firma Total Telecom din București.
În decembrie 2008, Media Sat a lansat prima aplicație românească de comunicații pe internet - Alonia, care oferă utilizatorilor servicii de mesagerie instantanee, apeluri telefonice, videoconferință și transfer de fișiere.
Număr de angajați în 2008: 103
Cifra de afaceri în 2007: 6,3 milioane euro